# Северная Звезда (Тульская область)
Северная Звезда — поселок в муниципальном образовании город Ефремов Тульской области.

## География
Находится в юго-восточной части Тульской области на расстоянии приблизительно 6 км на север по прямой от города Ефремов, административного центра округа.

## История
В конце 1930-х годов в поселке отмечено было 11 дворов.

## Население
Постоянное население составляло 10 человек (русские 100 %) в 2002 году, 33 в 2010.